# 초전도 전자기 추진선
초전도 전자기 추진선(超電導電磁氣推進船)은 종전의 선박 추진방식인 스크루 프로펠러나 하이드로 제트 등과 같이 물을 기계적으로 밀어서 구동하는 것이 아니라, 자기력을 이용하여 기계적 추진기에서 고속을 낼 때 필연적으로 대두되는 캐비테이션 문제를 해결함으로써 보다 빠른 속력을 얻을 수 있는 배이다. MHD(Magnetohydrodynamics, 자기유체역학)식 추진시스템이라고도 한다.

## 원리
기본 원리는 플레밍의 왼손법칙이라 불리는 모터의 원리를 선체에 응용하여 물 그 자체를 레일로 삼아 달리는 선형(Linear) 모터 구동이라 할 수 있다. 배의 바닥에 여러 쌍의 강력한 코일을 배열하고 그 코일의 열에 대해서 90도 상태로 플러스와 마이너스 전극도 여러 열을 배열하여 이들 모두에게 전류를 흘린다. 그렇게 하면 전장과 자장 크기의 곱에 비례하는 전자력이 그 두 장치와 직각 방향으로 발생하여 배가 추진된다. 이때 사용하는 코일로서 초전도체를 쓰면 저항 없이 전류를 계속 흘리고 추진할 수 있다는 것이다. 물의 부력이 지원되는 충전회로의 초전도 전자기 추진선은 자기부상열차와 유사한 방법으로 선박이 추진된다.

## 개발
현재까지 일본에서 ST－500이란 소형 모형선을 만들어 시험한 예가 있으며 계속하여 1만 2천 t급 쇄빙선 설계를 해두고 연구를 계속하고 있고, 미국 등도 연구에 열을 올리고 있다. 그러나 MHD 추진시스템이 완전히 실용화가 되려면 상온에서 초전도 상태를 유지할 수 있는 신소재의 개발, 해수에 전류를 통함으로써 발생하는 염소의 흡수 처리, 선내 자장에의 영향 처리 등 해결해야 할 과제가 수없이 남아 있다. 그러나 이 추진기술이 완성되면 항공운송에도 대항할 수 있는 새로운 운송 형태로 될 가능성이 충분히 있는 획기적인 것이다.

## 참고 자료
- 이 문서에는 다음커뮤니케이션(현 카카오)에서 GFDL 또는 CC-SA 라이선스로 배포한 글로벌 세계대백과사전의 내용을 기초로 작성된 글이 포함되어 있습니다.